# 照明技術者
照明技術者（しょうめいぎじゅつしゃ、英: Lighting technician）とは、公益社団法人日本照明家協会の､舞台・テレビジョン照明技術者技能認定制度により認定される資格である。

## 概要
JIS C 8105-2-17:2000 照明器具－第2-17部：舞台照明、テレビ、映画及び写真スタジオ用の照明器具 に関する安全性要求事項（IEC 60598-2-17(1984)、Amd1(1987),Amd2(1990)の翻訳JIS）17.6.1にある専門家に当たるとされる。
2級と1級とが有り、概ね2級は実務経験1年以上、1級は実務経験5年以上が対象とされる。2級は筆記試験と実技試験があるが、試験直前に行われる公開講座を受講した場合、実技試験は免除される。協定校制度があり、協定校で所定の単位を取得した場合、筆記試験、実技試験の双方が免除される。1級は筆記試験のみである。
1級のカリキュラムについては、2004年度に電気技術についての内容が増やされ、JIS等との整合化が図られた。それより前の認定者については、補講が検討されている。
指定管理者制度の施行により、公立文化施設等の照明業務委託にあたり、派遣技術者の条件に認定資格を取得している技術者を派遣させるなど、技術レベルの指標としている場合が多い。
照明技術者の職域は、Lighting designerからElectricianまで多岐にわたる。

## 認定基準
概ね以下の通り
- 2級 - 照明技術者として必要な基礎知識を持ち、現場で他の職種の人たちと協同して安全に作業できる常識を有し、上級者の指示に従って正確かつ速やかに作業を行える能力を有する者。
- 1級 - 照明技術者として必要な知識を持ち、十分な経験と熟練した技能を有し、業務運用に当たって照明設計を充分に理解し、責任者として円滑安全に作業を進め得る者。

## 照明技師
映画やテレビ映画等の製作における照明技術者を、日本では照明技師と呼ぶ。ハリウッド等の映画製作における照明技術者はガッファー（親父さんの意）と呼ばれる。日本の照明技師は撮影技師と対等であるが、ガッファーは撮影監督の指揮命令系統下にあるスタッフである。